# Anomis pyrocausta
Anomis pyrocausta là một loài bướm đêm trong họ Erebidae.